# Ааргау
А́аргау (нім. Aargau [ˈaːrɡaʊ] ( прослухати), ромш. Argovia) — кантон на півночі Швейцарії.

## Географія
Кантон Ааргау — один з найрівнинніших кантонів Швейцарії, що розташований на частині великого Швейцарського плато і східних відрогах гір Юра. Родючі тераси формують ландшафти на південь від Рейну, у пониззі річок Ааре, Ройс і Ліммат. Кантон порізаний безліччю широких долин, які спадають у долину Ааре.
Найвища точка — г. Гайссфлюграт гірського масиву Юра (908 м над рівнем моря, на межі з кантоном Золотурн).

## Історія
У давнину на території кантону знаходилося римське місто Віндонісса. У III столітті почалося переселення алеманів на територію кантону, а в кінці V століття тут настала влада франків.
За Верденським договором 843 року частина Ааргау на захід від Ааре перейшла до Лотаря I, а інша дісталася Людовику Німецькому. Територія кантону в середні віки була прикордонним районом між Бургундією і Німеччиною і предметом їх територіальних суперечок. До 1415 року вона керувалася ленцбургськими і кібургськими графами, а потім Габсбургами.
У 1415 році частина території кантону стала частиною Швейцарської Конфедерації в складі кантону Берн.
10 березня — 18 квітня 1798 року територія кантону була зайнята французькими військами, після чого були утворені кантони Ааргау і Баден, об'єднані в 1803 році.
1832 року увійшов до «Конкордату Сімох».

## Адміністративний поділ
Ааргау складається з 11 округів, які, зі свого боку, включають 231 громаду:
| Округ       | Адмінцентр  |
| ----------- | ----------- |
| Аарау       | Аарау       |
| Баден       | Баден       |
| Бремгартен  | Бремгартен  |
| Бругг       | Бругг       |
| Кульм       | Унтеркульм  |
| Лауфенбург  | Лауфенбург  |
| Ленцбург    | Ленцбург    |
| Мурі        | Мурі        |
| Райнфельден | Райнфельден |
| Цофінген    | Цофінген    |
| Цурцах      | Цурцах      |

## Населення
Протягом декількох століть два поселення кантону — Ендінген і Ленгнау — були єдиними місцевостями Швейцарії, де дозволялося селитися євреям, але їм не дозволялося мати у власності будівлі і жити під одним дахом з християнами.
Національна (мовна) структура населення виглядає таким чином:
- німецькомовні — 87,1 %,
- італомовні — 3,3 %,
- серби і хорвати — 1,9 %,
- албанці — 1,8 %,
- франкомовні — 0,8 %.

Іноземці становлять 19,4 % населення. За віросповіданням структура населення представлена такими конфесіями:
- католики — 40,7 %,
- реформісти — 37,2 %,
- мусульмани — 5,5 %,
- православні — 2,1 %,
- юдеї — 0,1 %.

## Економіка
Сільгоспугіддя кантону — одні з найродючіших у Швейцарії. Розвинене скотарство і виноградарство. У кантоні також розвинена промисловість, зокрема такі галузі, як електроінженерія, виробництво точних інструментів, заліза, сталі і цементу. У кантоні розташовані три з п'яти атомних електростанцій Швейцарії, а також численні гідроелектростанції, у зв'язку з чим його часто називають «енергетичним кантоном». Добре розвинений туризм, оскільки кантон багатий на джерела мінеральних вод. Багато старовинних замків і музеїв: Історичний музей, Музей поліції, Музей електрики (усі — м. Аарау) та ін.